# Onthophagus trochilus
Onthophagus trochilus là một loài bọ cánh cứng trong họ Bọ hung (Scarabaeidae).